# Лабораторный стакан

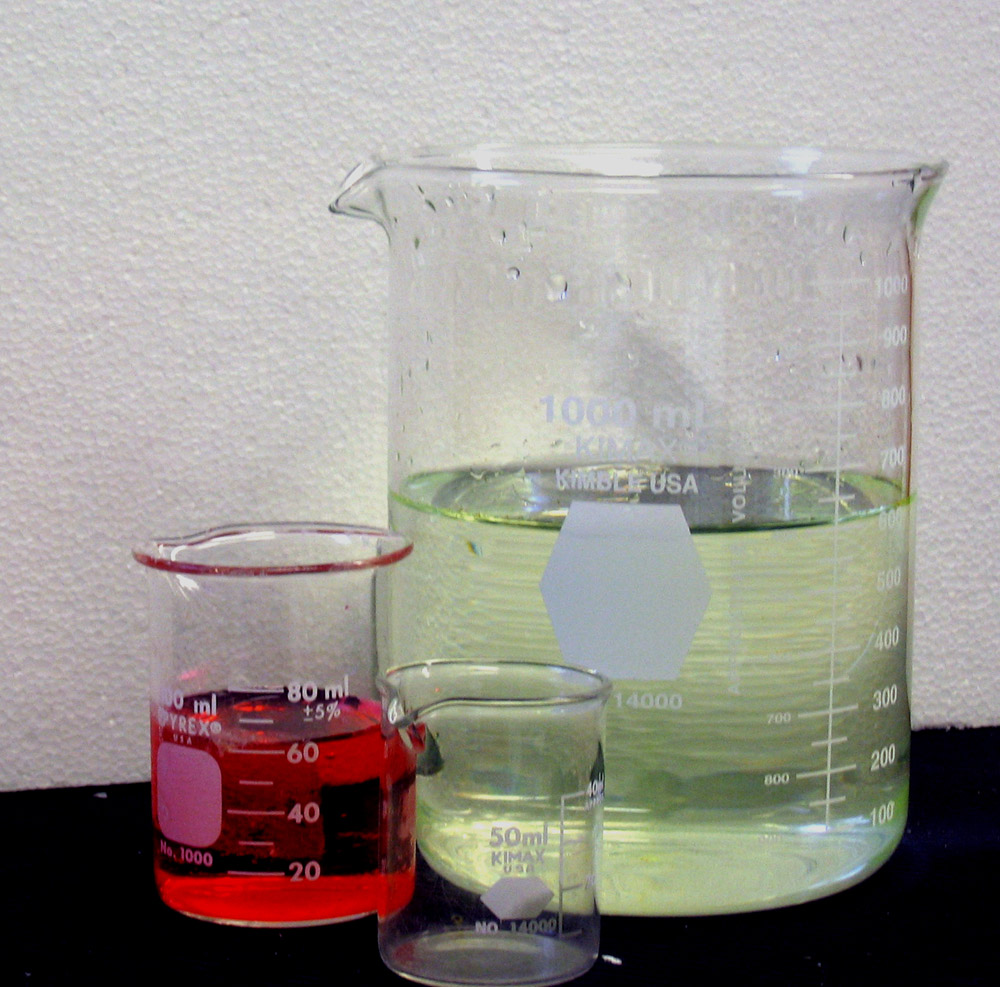
Лабораторные стаканы

Лабораторный стакан (химический стакан, химстакан) — вид лабораторной посуды, тонкостенная цилиндрическая ёмкость с плоским дном.
Лабораторный стакан является весьма важной частью химической или биологической лаборатории. Как правило, по форме лабораторные стаканы представляют собой строгий цилиндр, хотя иногда могут иметь форму расширяющегося кверху усечённого конуса. Стандартная форма, как правило, имеет высоту в 1,4 раза больше диаметра. Обязательным атрибутом химического стакана является носик для удобного сливания жидкости. Дно у хорошего стакана должно быть плоским для удобства использования магнитной мешалки.
Объём лабораторных стаканов варьирует от 5 мл до 2 л. На стакан может быть нанесена шкала объёма, однако она приблизительна и служит только для ориентировки. Сосуды с точными шкалами, служащие для измерения объёма жидкости, называют мензурками.
Изготавливаются обычно из термостойкого стекла, но могут быть пластиковыми и металлическими. Лабораторные стаканы используются обычно для приготовления растворов сложного состава, когда необходимо при перемешивании растворять несколько твёрдых веществ, для фильтрования, выпаривания.
Лабораторные стаканы в России изготавливают в соответствии с ГОСТ 23932-90 (Посуда лабораторная стеклянная).